# Hofanlage Bardenfleth 28
Die Hofanlage Bardenfleth 28 in Elsfleth-Bardenfleth stammt teilweise aus dem 18. und 19. Jahrhundert. Aktuell (2023) wird das Haus Bardenfleth als  Einrichtung der Eingliederungshilfe für chronisch abhängige Menschen genutzt.
Die Gebäude stehen unter Denkmalschutz (siehe auch Liste der Baudenkmale in Elsfleth).

## Beschreibung
Die Hofanlage auf einer Wurt mit tiefem Grundstück besteht aus
- der eingeschossigen giebelständigen Scheune von um 1800 in Fachwerk und Ankerbalkenkonstruktion mit Putzausfachungen, reetgedecktem Walmdach und Querdurchfahrt, umgebaut zur gewerblichen Nutzung (Café),[1]
- dem giebelständigen Backhaus aus der ersten Hälfte des 19. Jahrhunderts in Fachwerk mit seitlichen Steinausfachungen und Satteldach, Giebelwände in Stein, Backofen entfernt,[2] umgebaut für gewerbliche Nutzung,
- sowie weiteren nicht denkmalgeschützten Haupt- und Nebenanlagen als Einrichtung von Haus Bardenfleth mit Wohnungen, Büro sowie Sozial- und Aufenthaltsräumen.

Das Landesdenkmalamt befand: „… geschichtliche Bedeutung … als beispielhafte Fachwerkscheune der Zeit um 1800 … .“